# Sporetus guttulus
Sporetus guttulus es una especie de escarabajo longicornio del género Sporetus, tribu Acanthocinini, subfamilia Lamiinae. Fue descrita científicamente por Bates en 1864.

## Descripción
Mide 6,89-8,5 milímetros de longitud.

## Distribución
Se distribuye por Brasil.